# Richard Hudnut
Richard Alexander Hudnut, né le 2 juin 1855 à Philadelphie et mort le 30 octobre 1928 à Juan-les-Pins, est un entrepreneur américain, créateur d'une importante maison de parfum et de cosmétique, implantée entre New York et Paris.

## Biographie

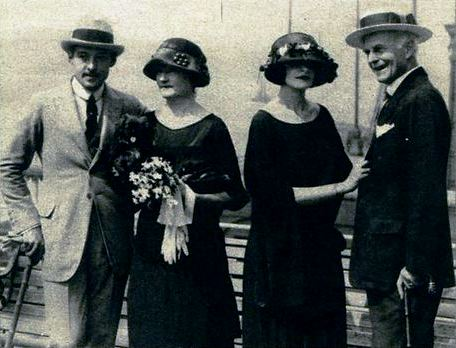
De gauche à droite : Rudolph Valentino, Mme Hudnut, Natacha Rambova et Richard Hudnut en décembre 1922, au moment d’embarquer pour la France.

Fils d'Alexander Hudnut (1830-1933), pharmacien établi à Manhattan, à l'angle de Broadway et d'Ann Street, Richard Hudnut sort diplômé de l'université de Princeton et part pour un voyage en France, d'où il revient avec l'idée de se lancer dans le commerce de produits cosmétiques de luxe dans le style français et destinés à une clientèle féminine. En 1880, il dépose son propre nom en tant que marque, à la fois aux États-Unis et en France. Il acquiert à Paris un hôtel particulier situé 4 rue de Presbourg.
Hudnut commence par transformer la boutique familiale en un salon de beauté qui devient au fil des années un lieu réputé pour son élégance, bientôt incontournable. Le succès est tel, qu'Hudnut revend la boutique pour se concentrer sur le développement de la vente en gros de ses produits à travers un réseau de distributeurs. Il propose via la presse à tous ses clients potentiels d'essayer ses produits et de les rembourser en cas de non satisfaction.
Devenu multimillionnaire, Hudnut revend en partie son affaire à Henry & Gustavus Adolphus Pfeiffer en 1916, puis, en 1922, prend sa retraite et part s'installer définitivement dans le sud de la France, vivant dans un château qu'il avait acquis en 1914. En 1922, sa belle-fille, l'actrice Natacha Rambova (Winifred Hudnut, dite), épouse Rudolph Valentino.
Il meurt des suites d'une crise cardiaque à Juan-les-Pins en 1928 à l'âge de 73 ans.

## La maison de parfum
Les Parfums Richard Hudnut possédaient deux boutiques de prestige, l'une sur la Fifth Avenue et l'autre au 20 rue de la Paix à Paris ouverte en 1927.
Dès 1880, Hudnut imagine des lignes de produits mêlant eau de toilette, parfum et soin cosmétique (savon, talc, crème de jour, etc.). Ses quatre lignes les plus célèbres sont Violet Sec Toilet Water, DuBarry Beauty Products, Yankee Clover, et Three Flowers. La ligne Violet Sec coûta quelques tracas juridiques à la marque, quand la maison de parfum française Violet créée en 1827, voulut se lancer sur le marché américain, et, réciproquement, quand Hudnut décida de proposer Violet Sec pour le marché français.
En 1894, rançon du succès, Richard Hudnut Inc. se lance dans une série de procès pour imitation frauduleuse. Entre 1900 et 1915, la société Hudnut fait face à de nombreuses plaintes émanant de l'US Customs Service pour importations de produits de base (essence, dérivés d'alcool, musc, etc.) non déclarés. L'activité à l'étranger se développe à partir des années 1920. La marque passe sous le contrôle de William R. Warner & Co et la qualité commence à décliner dans les années 1930.
En 1955, Richard Hudnut passe sous le contrôle du groupe Warner-Lambert, puis de Parke-Davis en 1970, et enfin de Pfizer en 2000. Depuis lors, la marque semble connaître un regain d'activité.